# 58e corps de blindés (Allemagne)
Le 58e corps de blindés (en allemand : LVIII. Panzerkorps) était un corps d'armée d'unités blindés (Panzer) de l'armée de terre allemande : la Heer au sein de la Wehrmacht pendant la Seconde Guerre mondiale.

## Historique
Le LVIII Panzerkorps est formé le 6 juillet 1944 à partir du LVIII. Reserve-Panzerkorps.

Il est envoyé au Mans en France le 20 juillet pour combattre les alliés.

Il retraite à travers la France avant de combattre dans les Ardennes et finit la guerre dans la poche de la Ruhr en avril 1945.

## Organisation

### Commandants successifs
| Date                          | Grade                     | Commandant    |
| ----------------------------- | ------------------------- | ------------- |
| 6 juillet 1944 - 25 mars 1945 | General der Panzertruppen | Walter Krüger |
| 25 mars 1945 - 17 avril 1945  | Generalleutnant           | Walter Botsch |

## Théâtres d'opérations
- France : Juillet 1944 - Décembre 1944
- Ardennes : Décembre 1944
- Ouest de l'Allemagne et poche de la Ruhr : Janvier 1945 - Avril 1945

## Ordre de batailles

### Rattachement d'Armées
| Date         | Armée          | Groupe d'Armées |
| ------------ | -------------- | --------------- |
| 1944         |                |                 |
| 10 août      | 5. Panzerarmee | Heeresgruppe B  |
| Septembre    | z. Vfg.        | Heeresgruppe G  |
| Septembre    | 5. Panzerarmee | Heeresgruppe G  |
| 16 octobre   | 1. Armee       | Heeresgruppe G  |
| 1er novembre | 7. Armee       | Heeresgruppe B  |
| 10 décembre  | 5. Panzerarmee | Heeresgruppe B  |
| 1945         |                |                 |
| 1er janvier  | 5. Panzerarmee | Heeresgruppe B  |
| Février      | 15. Armee      | Heeresgruppe B  |
| Avril        | 5. Panzerarmee | Heeresgruppe B  |

### Unités subordonnées

#### Unités organiques
- Arko 458
- Korps-Nachrichten-Abteilung 458
- Korps-Nachschubtruppen 458

#### Unités rattachées
16 septembre 1944
- Reserve Heeresgruppe G

1er mars 1945
- 3. Panzer-Grenadier-Division
- 12. Volks-Grenadier-Division
- 353. Infanterie-Division

### Sources
- (de) LVIII. Panzerkorps sur lexikon-der-wehrmacht.de